# Bahnstrecke Mutěnice–Kyjov
| Kursbuchstrecke (SŽ): | 257 (2004)           |                                  |                                  |
| Streckenlänge: | 15,844 km            |                                  |                                  |
| Spurweite: | 1435 mm (Normalspur) |                                  |                                  |
| Streckengeschwindigkeit: | 50 km/h              |                                  |                                  |
| |                      |                                  |                                  |
| \| \| \| von Zaječí \| \| \| \| 0,000 \| Mutěnice \| 180 m \| \| \| \| nach Hodonín \| \| \| \| 1,120 \| Odb. Dubňanská \| Odb. Dubňanská \| \| \| \| vlečka důl 1. máj \| \| \| \| 4,147 \| Dubňany \| 180 m \| \| \| \| vlečka sklad \| \| \| \| \| vlečka ústřední zásobník Šardice \| \| \| \| 10,522 \| Svatobořice \| 185 m \| \| \| \| von Vlárský průsmyk (vorm. StEG) \| \| \| \| 15,844 \| Kyjov \| 195 m \| \| \| \| nach Brno hl.n. (vorm. StEG) \| \| |                      |                                  |                                  |
| Strecke |                      | von Zaječí                       | von Zaječí                       |
| Bahnhof | 0,000                | Mutěnice                         | 180 m                            |
| Abzweig ehemals geradeaus, nach rechts und ehemals von rechts |                      | nach Hodonín                     | nach Hodonín                     |
| Blockstelle (Strecke außer Betrieb) | 1,120                | Odb. Dubňanská                   | Odb. Dubňanská                   |
| Abzweig geradeaus und von rechts (Strecke außer Betrieb) |                      | vlečka důl 1. máj                | vlečka důl 1. máj                |
| Bahnhof (Strecke außer Betrieb) | 4,147                | Dubňany                          | 180 m                            |
| Abzweig geradeaus und nach rechts (Strecke außer Betrieb) |                      | vlečka sklad                     | vlečka sklad                     |
| Abzweig geradeaus und nach links (Strecke außer Betrieb) |                      | vlečka ústřední zásobník Šardice | vlečka ústřední zásobník Šardice |
| Bahnhof (Strecke außer Betrieb) | 10,522               | Svatobořice                      | 185 m                            |
| Abzweig ehemals geradeaus und von rechts |                      | von Vlárský průsmyk (vorm. StEG) | von Vlárský průsmyk (vorm. StEG) |
| Bahnhof | 15,844               | Kyjov                            | 195 m                            |
| Strecke |                      | nach Brno hl.n. (vorm. StEG)     | nach Brno hl.n. (vorm. StEG)     |

Die Bahnstrecke Mutěnice–Kyjov war eine regionale Eisenbahnverbindung in Tschechien, die ursprünglich als staatlich garantierte Lokalbahn durch die Brünner Local-Eisenbahn-Gesellschaft (BLEG) erbaut wurde. Sie verband Mutěnice mit Kyjov in Südmähren. Die Strecke wurde 2009 stillgelegt und 2012 abgebaut.
Nach einem Erlass der tschechischen Regierung war die Strecke seit dem 20. Dezember 1995 als regionale Bahn („regionální dráha“) klassifiziert.

## Geschichte
Am 14. Juli 1899 erhielt die Brünner Lokaleisenbahngesellschaft „die erbetene Concession zum Baue und Betriebe einer als normalspurige Localbahn auszuführenden Locomotiveisenbahn von der Station Mutenitz der Localbahn Saitz–Göding über Dubnian zur Station Gaya der Linie Brünn–Vlarapass der priv. öster.-ungar. Staatseisenbahngesellschaft nebst einer Schleppbahn zum Rudolfschachte“ erteilt.

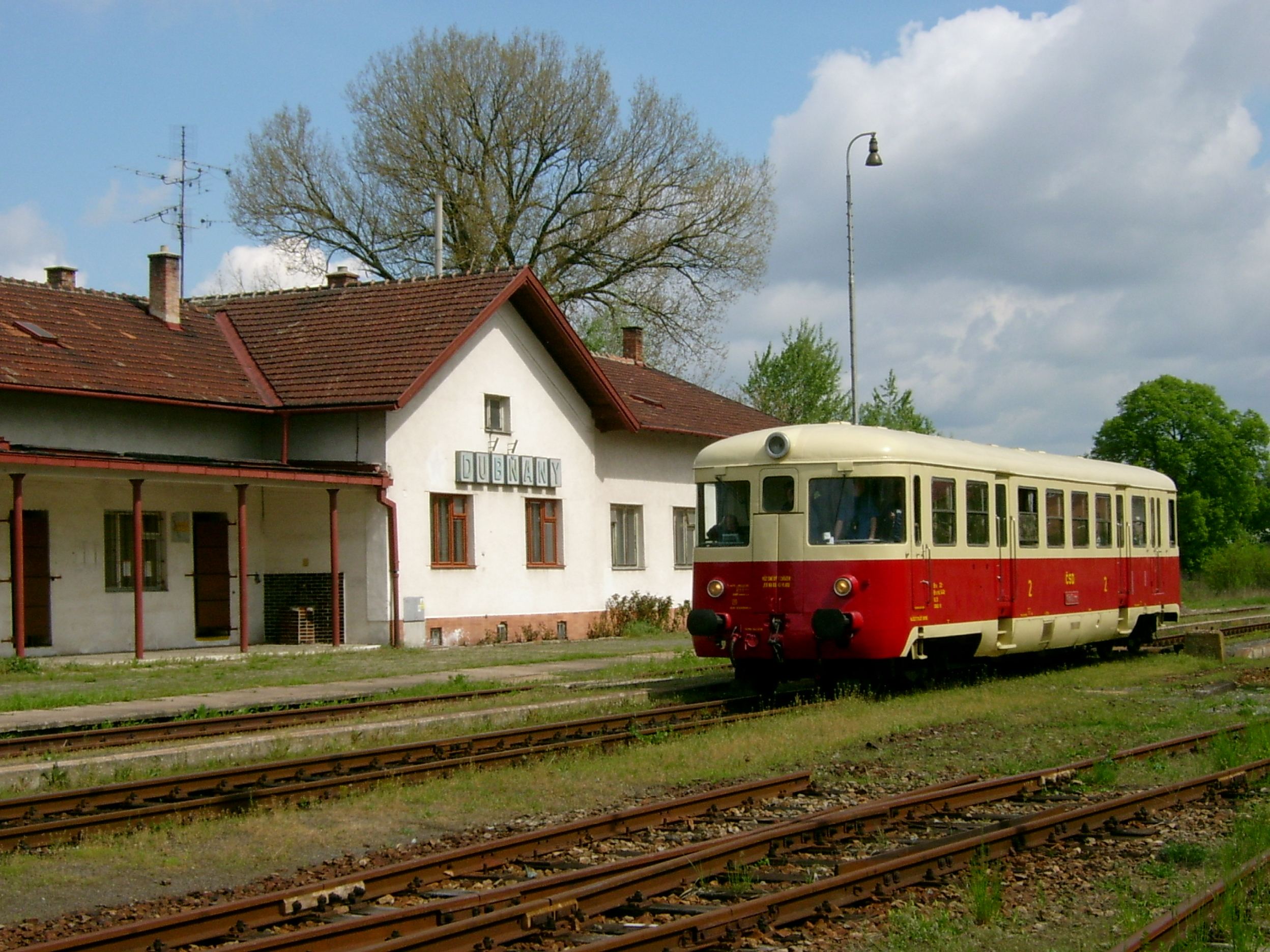
Ein Sonderzug in Dubňany (2005)

Eröffnet wurde die Strecke am 2. Juni 1900. Die Betriebsführung übernahm die k.k. priv. Kaiser Ferdinands-Nordbahn, nach deren Verstaatlichung 1907 die k.k. österreichischen Staatsbahnen (kkStB). Nach dem Ersten Weltkrieg ging diese Aufgabe an die neugegründeten Tschechoslowakischen Staatsbahnen (ČSD) über.
Bis 1923 besaß die Strecke in Kyjov einen eigenen Bahnhof. 1930 wurde die Strecke verstaatlicht.
In den Jahren 1964 und 1965 wurde die Verbindungskurve bei Mutěnice in Richtung Hodonín gebaut. Sie ermöglichte direkte Güterzugfahrten in der Relation Kyjov–Hodonín.
Zum Fahrplanwechsel am 12. Dezember 2004 wurde der Reisezugverkehr eingestellt. Seitdem wurde die Strecke nur noch im Güterverkehr betrieben.
Am 30. April 2009 wurde die Strecke offiziell stillgelegt. Die Gleise wurden ab Jänner 2012 abgebaut.